# Biomass (satellite)
Biomass è un satellite per l'osservazione della Terra dell'Agenzia spaziale europea per misurare la biomassa forestale e studiare la sua capacità di assorbire l'anidride carbonica. È stato lanciato il 29 aprile 2025 con un vettore Vega C.
È stato costruito nel Regno Unito da Airbus Defence and Space, mentre il sistema di propulsione ad idrazina è stato costruito da OHB Sweden.